# Chrysogorgia fruticosa
Chrysogorgia fruticosa is een zachte koraalsoort uit de familie Chrysogorgiidae. De koraalsoort komt uit het geslacht Chrysogorgia. Chrysogorgia fruticosa werd in 1894 voor het eerst wetenschappelijk beschreven door Studer.